# Lodewijk Aerts
Lodewijk Aerts (ur. 2 października 1959 w Geraardsbergen) – belgijski biskup rzymskokatolicki, biskup diecezjalny Brugii od 2016.

## Życiorys
Święcenia kapłańskie otrzymał 7 lipca 1984 i został inkardynowany do diecezji Gandawy. Przez kilkanaście lat pracował w gandawskim seminarium. W latach 1992–2002 był także wikariuszem biskupim ds. duszpasterstwa młodzieży, a przez kolejne trzynaście lat odpowiadał w tym charakterze za duszpasterstwo powołań. W 2016 został dziekanem dekanatu gandawskiego.
5 października 2016 papież Franciszek mianował go biskupem diecezjalnym Brugii. Sakry udzielił mu 4 grudnia 2016 kardynał Josef De Kesel.